# تاكاكي شيغيميتسو
تاكاكي شيغيميتسو (باليابانية: 重光 貴葵) (مواليد 31 يوليو 1983)، هو لاعب كرة قدم ياباني سابق كان يلعب كمدافع.

## وصلات خارجية
- تاكاكي شيغيميتسو على موقع رابطة كرة القدم اليابانية للمحترفين (اليابانية)
- تاكاكي شيغيميتسو على موقع Soccerway.com (الإنجليزية)